# Eclipse lunar de 10 de dezembro de 2011

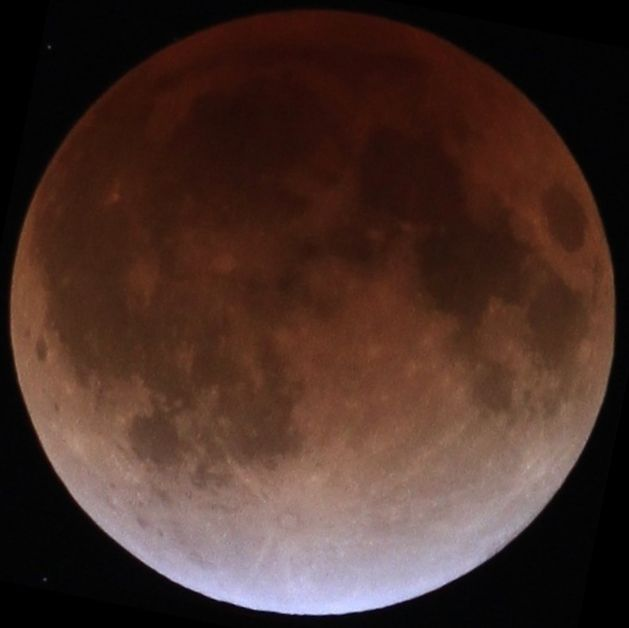
Eclipse total visto de Singapura - 14:41 UTC

Um eclipse lunar total ocorreu no dia 10 de dezembro de 2011, o segundo visível neste ano. Foi visível na Ásia e na Oceania, bem como na América do Norte enquanto a Lua se põe no horizonte e também no leste europeu enquanto a Lua surge no horizonte. Teve magnitude 1,106.